# Korea Południowa na Zimowych Igrzyskach Olimpijskich 1980
Koreę Południową na Zimowych Igrzyskach Olimpijskich 1980 reprezentowało dziesięcioro zawodników: sześciu mężczyzn i cztery jedna kobiety. Był to ósmy start reprezentacji Korei Południowej na zimowych igrzyskach olimpijskich.

## Skład kadry

### Biegi narciarskie
Mężczyźni
| Zawodnik        | Konkurencja   | czas               | Pozycja            |
| --------------- | ------------- | ------------------ | ------------------ |
| Kim Nam-young   | Bieg na 15 km | 53:05,55           | 58.                |
| Hwang Byung-dae | Bieg na 15 km | 53:05,60           | 59.                |
| Kim Dong-hwan   | Bieg na 15 km | Nie ukończył biegu | Nie ukończył biegu |
| Kim Dong-hwan   | Bieg na 30 km | 1:51:13,35         | 51.                |
| Kim Nam-young   | Bieg na 30 km | Nie ukończył biegu | Nie ukończył biegu |
| Hwang Byung-dae | Bieg na 30 km | Nie ukończył biegu | Nie ukończył biegu |

### Łyżwiarstwo figurowe
| Zawodnik      | Konkurencja | Nota   | Pozycja |
| ------------- | ----------- | ------ | ------- |
| Shin Hae-sook | Solistki    | 128,18 | 20.     |

### Łyżwiarstwo szybkie
Mężczyźni
| Zawodnik     | Konkurencja   | Konkurencja   | Konkurencja    | Konkurencja    | Konkurencja    | Konkurencja    | Konkurencja    | Konkurencja    | Konkurencja      | Konkurencja      |
| Zawodnik     | Bieg na 500 m | Bieg na 500 m | Bieg na 1000 m | Bieg na 1000 m | Bieg na 1500 m | Bieg na 1500 m | Bieg na 5000 m | Bieg na 5000 m | Bieg na 10 000 m | Bieg na 10 000 m |
| Zawodnik     | Czas          | Miejsce       | Czas           | Miejsce        | Czas           | Miejsce        | Czas           | Miejsce        | Czas             | Miejsce          |
| ------------ | ------------- | ------------- | -------------- | -------------- | -------------- | -------------- | -------------- | -------------- | ---------------- | ---------------- |
| Lee Yeong-ha | 39,33         | 19.           | 1:20,04        | 22.            | 2:02,37        | 22.            |                |                |                  |                  |
| Na Yun-su    |               |               |                |                | 2:06,65        | 26.            | 7:39,62        | 24.            | 16:00,41         | 23.              |

Kobiety
| Zawodnik      | Konkurencja   | Konkurencja   | Konkurencja    | Konkurencja    | Konkurencja    | Konkurencja    | Konkurencja    | Konkurencja    |
| Zawodnik      | Bieg na 500 m | Bieg na 500 m | Bieg na 1000 m | Bieg na 1000 m | Bieg na 1500 m | Bieg na 1500 m | Bieg na 3000 m | Bieg na 3000 m |
| Zawodnik      | Czas          | Miejsce       | Czas           | Miejsce        | Czas           | Miejsce        | Czas           | Miejsce        |
| ------------- | ------------- | ------------- | -------------- | -------------- | -------------- | -------------- | -------------- | -------------- |
| Lee Nam-sun   | 43,85         | 14.           | 1:31,30        | 26.            |                |                |                |                |
| Lee Seong-ae  |               |               | 1:32,04        | 30.            | 2:20,67        | 26.            | 4:58,77        | 24.            |
| Kim Yeong-hui |               |               | 1:34,17        | 34.            | 2:20,23        | 25.            | 4:58,41        | 22.            |

### Narciarstwo alpejskie
Mężczyźni
| Zawodnik   | Konkurencja | Konkurencja | Konkurencja       | Konkurencja       | Konkurencja   | Konkurencja   | Konkurencja                 | Konkurencja                 | Konkurencja                 | Konkurencja                 |
| Zawodnik   | Zjazd       | Zjazd       | Slalom gigant     | Slalom gigant     | Slalom gigant | Slalom gigant | Slalom specjalny            | Slalom specjalny            | Slalom specjalny            | Slalom specjalny            |
| Zawodnik   | Czas        | Pozycja     | Czas 1. przejazdu | Czas 2. przejazdu | Czas łączny   | Pozycje       | Czas 1. przejazdu           | Czas 2. przejazdu           | Czas łączny                 | Pozycja                     |
| ---------- | ----------- | ----------- | ----------------- | ----------------- | ------------- | ------------- | --------------------------- | --------------------------- | --------------------------- | --------------------------- |
| Hong In-gi | 2:03,08     | 40.         | 1:39,30           | 1:41,50           | 3:20,80       | 49.           | Nie ukończył 1-go przejazdu | Nie ukończył 1-go przejazdu | Nie ukończył 1-go przejazdu | Nie ukończył 1-go przejazdu |